# پادشاه او
پادشاه او (در اغلب نوشته ها وو) (تولد ۲۵ ژوئیه ۱۳۶۵ - مرگ ۳۱ دسامبر ۱۳۸۹) سی و دومین پادشاه گوریو بود. او در سال ۱۳۷۴ پس از قتل پدرش به حکومت رسید و در سال ۱۳۸۸ از حکومت برکنار شده و سال ۱۳۸۹ به همراه پسرش پادشاه چانگ ترور شد. او پسر پادشاه گنگ‌مین بود.

## خانواده
- پدر : پادشاه گنگ مین از گوریو
  - پدربزرگ : پادشاه چونگسوک از گوریو
  - مادربزرگ : ملکه گنگ وون از قبیلهٔ نامیانگ هونگ
- مادر : بانوی سلطنتی سی بی بان یا
- همسران و فرزندان :
  1. بانوی سلطنتی گئون بی از قبیلهٔ گوسئونگ لی
    1. پادشاه چانگ از گوریو

  2. بانوی سلطنتی یئونگ بی از قبیلهٔ دونگجو چوی
  3. بانوی سلطنتی یی بی از قبیلهٔ جانگیئون نو
  4. بانوی سلطنتی سوک بین از قبیلهٔ چوی